# Géraud II de Montlezun
Géraud de Montlezun, mort à Lectoure en 1294, est un prélat français, évêque du diocèse de Lectoure de 1265 à sa mort. Il est connu pour avoir rebâti la cathédrale Saint-Gervais-Saint-Protais de Lectoure (sans toutefois la terminer) et fait édifier le château de Sainte-Mère.

## Biographie

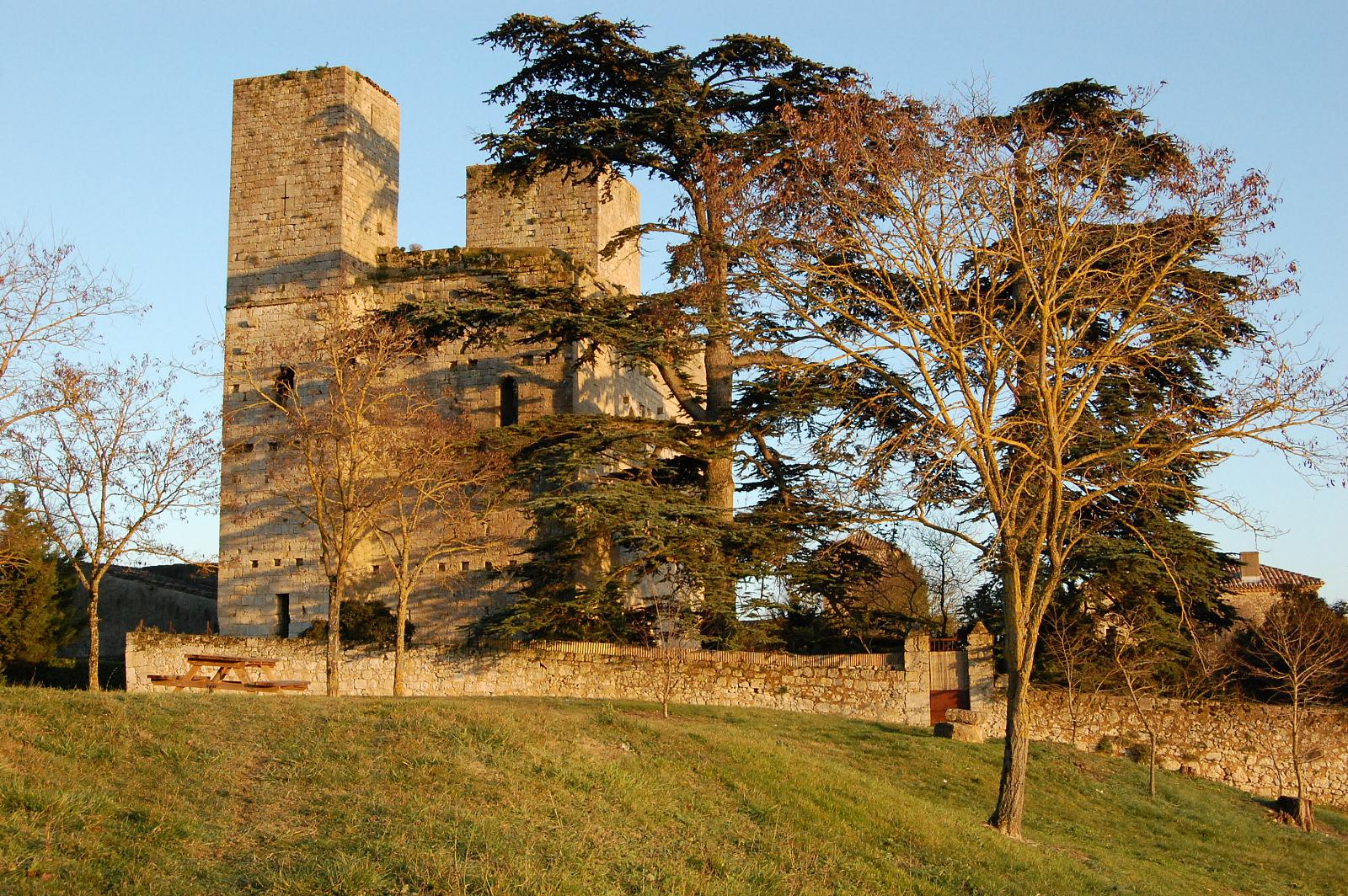
Château de Sainte-Mère

Il est le troisième fils d’Oger de Montlezun, comte de Pardiac. Son frère aîné, Arnaud-Guillaume, hérite du comté à la mort de son père. Son autre frère, Bernard, est soldat sous les ordres du sire de Montestruc.
Nommé évêque de Lectoure, il assiste en 1268 au pacte de mariage de Henry de Cornouailles, prince d’Angleterre, fils du roi Richard de Cornouailles, avec Constance de Moncade, fille de Gaston VII de Moncade, vicomte de Béarn. Le mariage aura lieu l’année suivante à Windsor.
En 1273, le roi Édouard d’Angleterre, duc de Guyenne, se trouve dans la cathédrale de Lectoure. Il fait connaître au chapitre, aux consuls et au peuple assemblés la teneur du paréage qu’il a signé avec l’évêque. Les consuls sont tenus de lui prêter serment d’allégeance, ce qu’ils refusent tout d’abord, puis finissent par accepter sous conditions. L’évêque cède au roi la moitié de ses droits sur le domaine de la ville, la seigneurie et la justice, et une part des revenus du moulin de Repassac.
Géraud de Montlezun prend part au concile provincial d’Auch, en 1279.
Vers 1280, il fait édifier le château de Sainte-Mère, qui deviendra la résidence des évêques de Lectoure. On ne sait pas s’il a réellement construit le château de Saint-Clar, qui fut aussi une des résidence des évêques de Lectoure, totalement disparu, mais qui eut pour ce qu’on peut en connaître de caractéristiques propres au XVIIe siècle. ll entreprend la rénovation de la cathédrale Saint-Gervais, lui donnant de vastes proportions, dressant un nouveau clocher. 
En 1290 il envoie ses représentants au concile de Nogaro, mais l’âge ou les infirmités l’empêchent de s’y rendre lui-même. Il meurt en 1294.